# 曾我祐準
曾我 祐準（そが すけのり、「すけゆき」とも、天保14年12月25日〈1844年2月13日〉- 昭和10年〈1935年〉11月30日）は、日本の陸軍軍人、政治家。陸軍中将勲一等子爵。

## 経歴
家禄は120石の柳河藩士・曾我祐興（七郎左衛門）の次男として生まれる。兄は曽我祐正。母は国学者の西原晁樹の次女の民子。
元治2年（1865年）に長崎へ出て洋学を学ぶ。学問や武道を好み、長崎では砲術も学び、イギリス商人のトーマス・ブレーク・グラバーの援助で上海・香港・シンガポールを航海し、航海術を学んだ。また同じく長崎で、西坂にあった瓜生寅の仮塾や榎津町にあった柴田昌吉の柴田塾に学び、関沢明清らと懇意にした。
明治元年（1868年）に海軍御用掛になった。翌年に海軍参謀として箱館戦争に出征し功績を挙げる。明治6年（1873年）陸軍少将となり、同年鎌倉での初めての天覧演習で総指揮官を務めた。その後兵学頭、陸軍士官学校校長などを歴任、西南戦争（1877年）では征討第四旅団長として鎮圧にあたった。竹橋事件（1878年）の時には陸軍士官学校長として戸山学校生を派遣して皇居の警備にあたらせた。山縣有朋・大山巌ら陸軍内の藩閥勢力に対し反主流派を形成、明治14年（1881年）の開拓使官有物払下げ事件では、同じ反主流派の三浦梧楼・谷干城・鳥尾小弥太と連名で、議会開設及び憲法制定を訴える建白書を提出する。明治15年（1882年）に参謀本部次長となって陸軍改革にあたり、翌年中将に進む。明治17年（1884年）7月8日に子爵を授かる。明治19年（1886年）に参謀本部の権限問題をめぐって陸軍省と対立、職務を辞任する。その後軍籍を離れて明治21年（1888年）に明宮（のちの大正天皇）の御教育主任となる。陸軍中心の軽武装論を唱え、議会開設前後の時期の軍備論争の一方の雄となった。
明治24年（1891年）、宮中顧問官。同年12月5日、貴族院子爵議員補欠選挙で当選し、以後は谷干城らと共に懇話会、朝日倶楽部、土曜会の中心人物として、政界内に隠然たる勢力を持ち続けた。明治31年（1898年）日本鉄道社長。明治43年（1910年）4月1日、軍を退役。大正3年（1914年）のシーメンス事件では、予算委員長として第1次山本内閣打倒に関与した。大正4年（1915年）4月27日、枢密顧問官となり、同月30日に貴族院議員を辞任した。大正13年（1924年）、祐準は隠居し、家督を子の曾我祐邦に譲った。大正15年（1926年）に大正天皇の容体が悪化し、祐凖は一か月の間葉山御用邸に何度も伺候した。
昭和10年（1935年）、熱海の小嵐亭で死去。享年93（満91歳没）。

## 栄典
位階
- 1886年（明治19年）10月20日 - 従三位[9]
- 1894年（明治27年）6月30日 - 正三位[10]
- 1908年（明治41年）12月26日 - 従二位[11]
- 1915年（大正4年）12月1日 - 正二位[12]

爵位
- 1884年（明治17年）7月7日 - 子爵[13]

勲章等
| 受章年                     | 略綬 | 勲章名               | 備考 |
| -------------------------- | ---- | -------------------- | ---- |
| 1889年（明治22年）11月3日  |      | 勲一等瑞宝章         |      |
| 1906年（明治39年）4月1日   |      | 旭日大綬章           |      |
| 1915年（大正4年）11月10日  |      | 大礼記念章（大正）   |      |
| 1923年（大正12年）12月27日 |      | 勲一等旭日桐花大綬章 |      |
| 1931年（昭和6年）3月20日   |      | 帝都復興記念章       |      |
| 1932年（昭和7年）1月14日   |      | 御紋付銀杯           |      |

## 著作等
- 曾我祐準述・立花小一郎記『軍人之嗜』兵林館、1890年10月
- 曾我祐準述『軍備要論』小笠原長育、1890年11月
- 坂口二郎編『曽我祐準翁自叙伝　天保より昭和--八拾八箇年』曽我祐準翁自叙伝刊行会、1930年